# Veronica kindlii
Veronica kindlii är en grobladsväxtart som beskrevs av Adamovic. Veronica kindlii ingår i släktet veronikor, och familjen grobladsväxter. Inga underarter finns listade i Catalogue of Life.